# Empoasca millsi
Empoasca millsi är en insektsart som beskrevs av Ross 1959. Empoasca millsi ingår i släktet Empoasca och familjen dvärgstritar. Inga underarter finns listade i Catalogue of Life.